# Sander Lagerweij

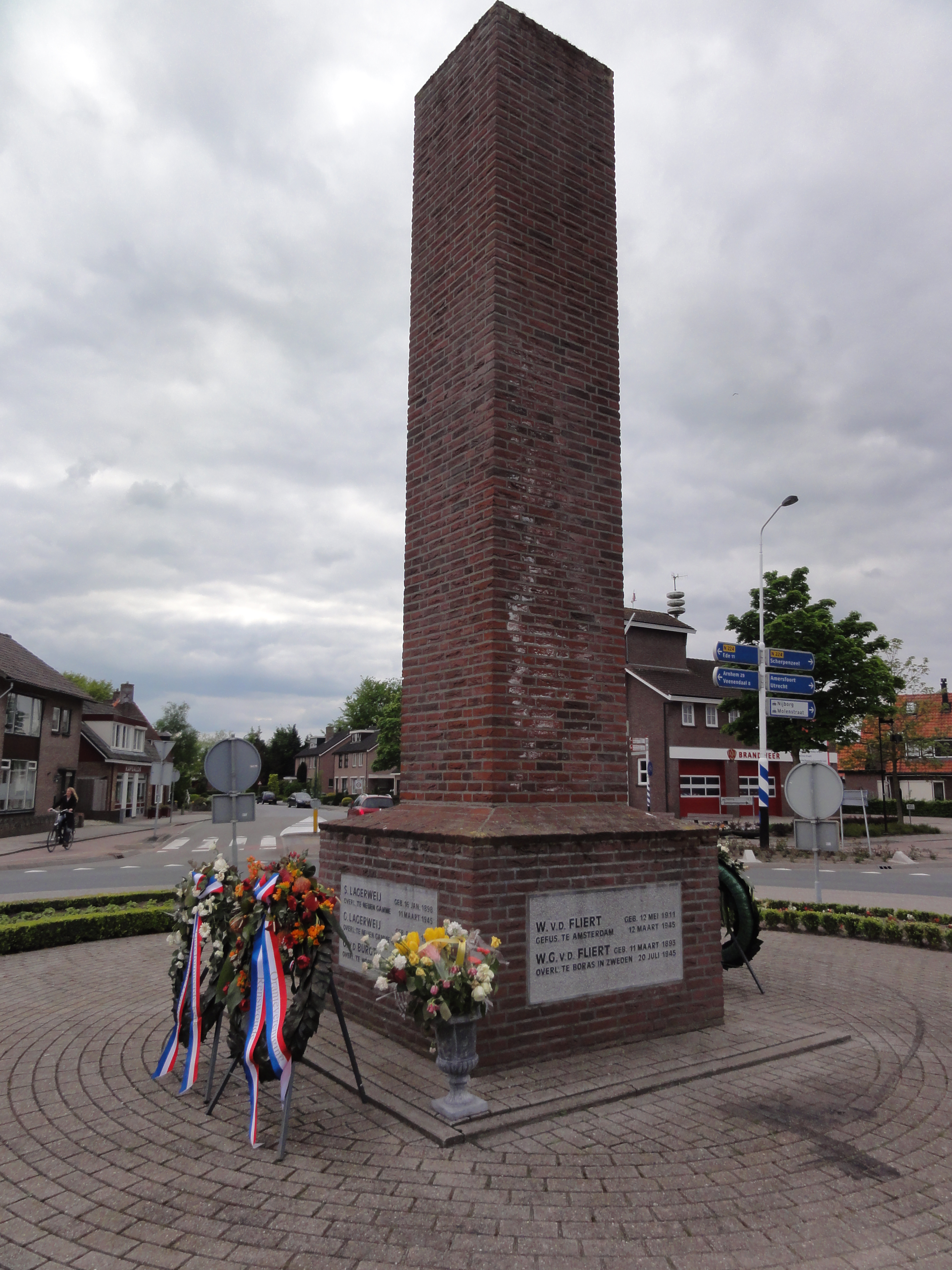
Verzetsmonument in Renswoude

Sander Lagerweij (Renswoude, 16 januari 1898 – Neuengamme, 11 maart 1945) was een Nederlandse landbouwer en verzetsstrijder in de Tweede Wereldoorlog. Hij was leider van de Landelijke Organisatie voor Hulp aan Onderduikers (LO) in Renswoude. In december 1944 ontdekte de Duitse bezetter wapens die in zijn hooiberg waren verborgen. Samen met zijn broer en zwager werd hij gearresteerd. Alle drie de mannen overleden in de Duitse concentratiekampen.

## Levensloop

### Vooroorlogse jaren
Lagerweij was vader van elf kinderen en boer van beroep. Hij woonde op de boerderij Groot Overeem aan het einde van de Molenstraat in Renswoude. Lagerweij was lid van de gemeenteraad en lid van de boeren- en tuindersbond. Daarnaast was hij jarenlang ouderling in de plaatselijke gereformeerde kerk.

### Tweede Wereldoorlog
Op het moment van de Duitse inval in Nederland nam hij deel aan de evacuatie van het vee dat met boten naar Groot-Ammers werd overgebracht. Lagerweij raakte rond 1942 betrokken bij het verzet dat zich begon te organiseren. Hij werd de plaatselijke contactman van de Landelijke Organisatie voor Hulp aan Onderduikers, zijn broer Gerard Lagerweij vervulde dezelfde rol in Scherpenzeel. Renswoude viel onder het district-Veenendaal, zijn directe aanspreekpunt daar was Ab van 't Riet.
Via de lokale huisarts Jan Renken kwam Lagerweij in contact met Dirk van der Voort, een verzetsstrijder van communistische huize. Van der Voort vormde een knokploeg die in eerste instantie voornamelijk bestond uit oud-militairen. De boerderij van Lagerweij was een van de uitvalbases. Samen met twee zoons van Lagerweij stak Van der Voort het gebouw van de Boerenbond in Renswoude in brand. Daar werden stempels en merken voor het vee bewaard, dat voor de Duitse voedselvoorziening bestemd was. Op de boerderij van Lagerweij werden ook veel onderduikers tijdelijk ondergebracht, tot er voor hen een veilig adres was geregeld door de boer.
Begin december 1944 vonder een wapendropping plaats in de buurt van restaurant De Dennen bij Renswoude. De volgende morgen werden een deel van de spullen begraven in een schuilhut en een deel in de hooiberg van Gerard Lagerweij. Twee andere vrachten werden in de buurt van de boerderij begraven. De jongens van het verzet hadden munitie nodig voor handwapens en maakten op 13 december 1944 een van de kuilen open. Zij werden ontdekt door een groep Duitse militairen en namen de benen.
Drie dagen later, op 16 december, net op het moment dat Sander bij broer Gerard op de koffie was, overvielen dertig Duitse militairen Gerard Lagerweijs boerderij. Zij vonden de wapens in de hooiberg. Sander Lagerweij werd samen met broer Gerard en drie van zijn zonen en twee evacués meegenomen naar Huis Scherpenzeel. Daar werden zij een nacht lang ondervraagd. De volgende dag werden in Scherpenzeel nog een aantal mannen bij de kerk gearresteerd, waaronder Lagerweijs zwager Gijs van de Burgt.
Twee van Gerard Lagerweijs zonen werden vrijgelaten, de derde ontsnapte later en zat de rest van de oorlog ondergedoken. Zelf werd Gerard Lagerweij in eerste instantie vastgezet in Doetinchem, Sander Lagerweij en Gijs van de Burgt zaten vast in Apeldoorn. Op 3 februari 1945 vertrokken alle drie de mannen met hetzelfde transport naar Neuengamme. Sander Lagerweij overleed op 11 maart met als officiële reden dysenterie. Gijs van de Burgt overleed zes dagen later in Wöbbelin, een buitenkamp van Neuengamme. Gerard Lagerweij overleefde de oorlog niet, hoe en waar hij precies stierf is onbekend.

## Eerbetoon
De namen van de gebroeders Sander en Gerard Lagerweij staan op het verzetsmonument in Renswoude. Sander Lagerweij ontving later postuum het Verzetsherdenkingskruis.